# Micaela Maria de Jesus
Micaela Maria de Jesus (Inhambupe de Cima, data desconhecida – fazenda do Campo Seco, atual município de Brumado, 1749), foi uma mulher do sertão baiano no século XVIII, filha de Theodora de Brito Gondim e João Pinheiro de Azevedo. Viveu numa sociedade agrária centrada nas fazendas de gado e lavouras, localizadas na região sertaneja entre Santo Antônio do Urubu de Cima e Rio de Contas, no interior da capitania Bahia.
Sua trajetória pode ser reconstruída principalmente a partir de documentos indiretos, como depoimentos colhidos em uma diligência do Tribunal do Santo Ofício, de 1755. Esses depoimentos revelam que Micaela viveu de suas lavouras e da criação de gado, como era comum entre as mulheres de sua família, que assumiam papéis ativos na administração das propriedades rurais.

## Casamentos
Micaela casou-se duas vezes. Seu primeiro casamento foi com José da Silva Ferreira, em 01 de novembro de 1739, na fazenda Caetité. José da Silva Ferreira era capitão das ordenanças locais, um posto militar que conferia prestígio e posição social, embora não rendesse ganhos financeiros diretos. Esse casamento foi parte de uma estratégia da mãe, Theodora, para consolidar alianças com homens de prestígio no sertão baiano. Mais tarde, Micaela casou-se novamente, com José de Sousa Meira.
O inventário post mortem de Micaela revela uma estrutura de pequena propriedade escravista, com apenas três cativos, incluindo um escravo africano e um crioulo. Seus bens incluíam cavalos, um brejo com casa e engenho rudimentar, e uma expressiva criação de gado (mais de 200 cabeças). Esses dados apontam para a centralidade da pecuária na sua economia e sugerem que a mineração típica da região não tenha feito parte de sua base produtiva.

## Trajetória
Apesar da relativa escassez de registros documentais diretos, a presença de Micaela Maria de Jesus ecoa nas marcas deixadas nos testemunhos, nos inventários e, sobretudo, na continuidade do trabalho feminino por meio de sua filha Ana Francisca, que viveu quase cem anos na fazenda do Campo Seco. Ao lado da mãe, Ana Francisca herdou o conhecimento e a prática da gestão rural, perpetuando uma lógica de administração que resistia às normas patriarcais e à invisibilização da história das mulheres.
Além de seu envolvimento nas atividades rurais e familiares, a figura de Micaela está ligada à estrutura de poder sertaneja do período, mediada por relações de compadrio, casamento e ocupação de cargos militares. Seu inventário post mortem foi localizado no Arquivo de Rio de Contas, o que indica que permaneceu na região até o fim da vida. Embora suas ações sejam pouco documentadas, o que se sabe dela mostra a importância do papel feminino na consolidação das famílias e das propriedades no sertão colonial.

## Aspectos da vida de Micaela
Alguns testemunhos que fazem parte da diligência de habilitação de Ana Francisca da Silva (filha de Micaela), realizada pelo Santo Ofício em 1755, ajudam a reconstruir aspectos da vida, trabalho e mobilidade de Micaela Maria de Jesus no sertão baiano. Antônio Alvares Moreira, por exemplo, relatou que Micaela, após ficar viúva, casou-se com José de Souza Meira e mudou-se para a fazenda Caetité, onde vivia cuidando de lavouras e criação de gado. Manoel Vieira, relatou que Micaela e seu marido criavam gado e cultivavam lavouras e também relatou que sua mãe, Theodora de Brito Gondim, morou com ela após a mesma ficar viúva. José de Araújo comerciante, afirmou que Micaela vivia de criação de gados e lavouras com seu marido.

## Morte
Micaela Maria de Jesus faleceu em outubro de 1749, nove dias após complicações no parto de seu segundo filho. Além desse recém-nascido, ela deixou órfã sua filha Ana Francisca, então com apenas nove anos. Durante os anos seguintes, Ana Francisca contou com a presença e apoio da avó, Theodora de Brito Gondim, e permaneceu na fazenda do Campo Seco, onde desempenhou papel fundamental na transformação da propriedade em um dos principais empórios agropastoris dos sertões baianos.
A morte de Micaela simboliza, tragicamente, a sobrecarga física e simbólica imposta às mulheres coloniais, especialmente aquelas que desempenhavam múltiplas funções: esposa, mãe, produtora, administradora.

## Conclusão
Micaela Maria de Jesus se destaca não apenas por sua atuação no cotidiano da fazenda, mas também por sua contribuição para a transmissão e sedimentação cultural, que envolvia o conhecimento tradicional sobre a criação de gado e a administração da propriedade. Ela representa um elo entre as práticas culturais indígenas, africanas e europeias, mostrando como essas influências se entrelaçaram para moldar a vida no sertão.
Além disso, Micaela é um exemplo das lutas e desafios enfrentados pelas mulheres em uma sociedade patriarcal, onde seu trabalho muitas vezes era invisibilizado. Sua história é um testemunho da resiliência e da força feminina em um contexto marcado por transformações sociais e econômicas significativas.
Através do estudo de Micaela Maria de Jesus, podemos entender melhor como as mulheres desempenharam papéis cruciais na formação das comunidades sertanejas, contribuindo para o desenvolvimento cultural e econômico do Brasil colonial.